# Taunton
Taunton è un borgo dell'Inghilterra sud-occidentale, capoluogo della contea del Somerset. Conta 64 621 abitanti.
Le maggiori attrattive della cittadina sono la chiesa di St. Mary Magdalene e il museo del Somerset.
Nella cittadina sono anche presenti due college inglesi molto importanti: il King's College ed il Queen's College.
La cittadina è inoltre sede del "Taunton flower show", la più importante mostra floreale del Somerset.

## Amministrazione

### Gemellaggi
- Lisieux
- Königslutter am Elm
- Taunton

## Trasporti
A Taunton è presente una stazione ferroviaria, dove operano Great Western Railway e CrossCountry Trains.